# João Goulart (calciatore)
João Pedro Goulart Silva (Faial, 27 gennaio 2000) è un calciatore portoghese, difensore del Casa Pia.

## Carriera
Goulart è cresciuto nel settore giovanile dello Sporting Lisbona, dove ha giocato nella squadra riserve per un anno e mezzo dal 2020 al gennaio del 2022. Successivamente è passato al Mafra dove ha giocato in Segunda Liga per due anni e mezzo.
Nell'estate del 2023 ha firmato con il Casa Pia.

## Statistiche

### Presenze e reti nei club
Statistiche aggiornate al 30 agosto 2024.’’
| Stagione        | Squadra            | Campionato      | Campionato | Campionato | Coppe nazionali | Coppe nazionali | Coppe nazionali | Coppe continentali | Coppe continentali | Coppe continentali | Altre coppe | Altre coppe | Altre coppe | Totale | Totale |
| Stagione        | Squadra            | Comp            | Pres       | Reti       | Comp            | Pres            | Reti            | Comp               | Pres               | Reti               | Comp        | Pres        | Reti        | Pres   | Reti   |
| --------------- | ------------------ | --------------- | ---------- | ---------- | --------------- | --------------- | --------------- | ------------------ | ------------------ | ------------------ | ----------- | ----------- | ----------- | ------ | ------ |
| 2020-2021       | Sporting Lisbona B | CdP             | 12         | 1          |                 | -               | -               |                    | -                  | -                  |             | -           | -           | 12     | 1      |
| 2021-gen. 2022  | Sporting Lisbona B | TL              | 12         | 1          |                 | -               | -               |                    | -                  | -                  |             | -           | -           | 12     | 1      |
| gen.-giu. 2022  | Mafra              | LdH             | 10         | 0          | CP+CdL          | 1+0             | 0               |                    | -                  | -                  |             | -           | -           | 11     | 0      |
| 2022-2023       | Mafra              | LdH             | 16         | 0          | CP+CdL          | 2+3             | 0               |                    | -                  | -                  |             | -           | -           | 21     | 0      |
| lug. 2023       | Mafra              | LdH             | 0          | 0          | CP+CdL          | 1+1             | 0               |                    | -                  | -                  |             | -           | -           | 2      | 0      |
| 2023-2024       | Casa Pia           | LdH             | 29         | 0          | CP+CdL          | 0               | 0               |                    | -                  | -                  |             | -           | -           | 29     | 0      |
| 2024-2025       | Casa Pia           | PL              | 4          | 0          | CP+CdL          | 0               | 0               |                    | -                  | -                  |             | -           | -           | 4      | 0      |
| Totale carriera | Totale carriera    | Totale carriera | 83         | 2          |                 | 9               | 0               |                    | -                  | -                  |             | -           | -           | 92     | 2      |